# 羽量级
羽量级（英語：featherweight）是搏击运动的体重级别之一。

## 拳击
拳击运动中羽量级的划分标准为不超过126磅（57公斤）。在英国这一标准一直都保持不变，但在美国该级别最初设为114磅。后来，乔治·狄克逊将其先后调整至120磅、122磅。最终，1920年时美国也将该级别设为126磅。
欧塞维奥·佩德罗萨保持了该级别连续卫冕的纪录，共19次成功卫冕世界拳击协会（WBA）羽量级拳王。

### 现任羽量级世界拳王
| 组织        | 日期          | 拳王             | 战绩           | 卫冕次数 |
| ----------- | ------------- | ---------------- | -------------- | -------- |
| WBA（超级） | 2017年1月29日 | 萊奧·桑塔·克魯茲 | 38-2-1 (19 KO) | 3        |
| WBA         | 2021年7月31日 | 雷伊·伍德        | 26-0-2 (16 KO) | 2        |
| WBC         | 2022年1月22日 | 馬克·馬格薩約    | 24-0 (16 KO)   | 2        |
| IBF         | 2022年3月26日 | 喬許·沃靈頓      | 31-1-1 (8 KO)  | 0        |
| WBO         | 2020年10月9日 | 伊曼紐·納瓦雷特  | 35-1 (29 KO)   | 2        |

## 踢拳
在踢拳运动中，羽量级通常为121磅（55公斤）至130磅（59公斤）。而根据国际踢拳联合会规定，职业与业余踢拳的雏量级划分标准为122.1磅至127磅（55.50公斤至57.72公斤）。

## 综合格斗
在综合格斗中，羽量级的标准为136磅至145磅（61.7公斤至65.8公斤）。